# Rubus numidicus
Rubus numidicus är en rosväxtart som beskrevs av Wilhelm Olbers Focke. Rubus numidicus ingår i släktet rubusar, och familjen rosväxter. Inga underarter finns listade i Catalogue of Life.